# Howie Weinberg
Howie Weinberg är en amerikansk masteringingenjör. Han började arbeta för Masterdisk i New York 1977 innan han 2011 flyttade till Laurel Canyon, Los Angeles och öppnade sin egen masteringstudio under namnet Howie Weinberg Mastering. Weinberg har arbetat med Bill Laswell, Herbie Hancock på hans album Future Shock (1983), Beastie Boys på deras album Licensed to Ill (1986), Sly and Robbie på deras album Rhythm Killers (1987), Ramones på deras album Brain Drain (1989), Nirvana på deras album Nevermind (1991) samt Buckethead på hans album Bucketheadland (1992). Utöver dessa har han arbetat med Tom Waits, The Mars Volta, Spoon, Public Enemy, Rammstein, Aerosmith, 30aut6 och The White Stripes.
Han gifte sig med Rachel Felder, som arbetade på Columbia Records, i juli 1999 men de separerade 2009 och skilde sig kort därefter.